# Cultura de Nigeria

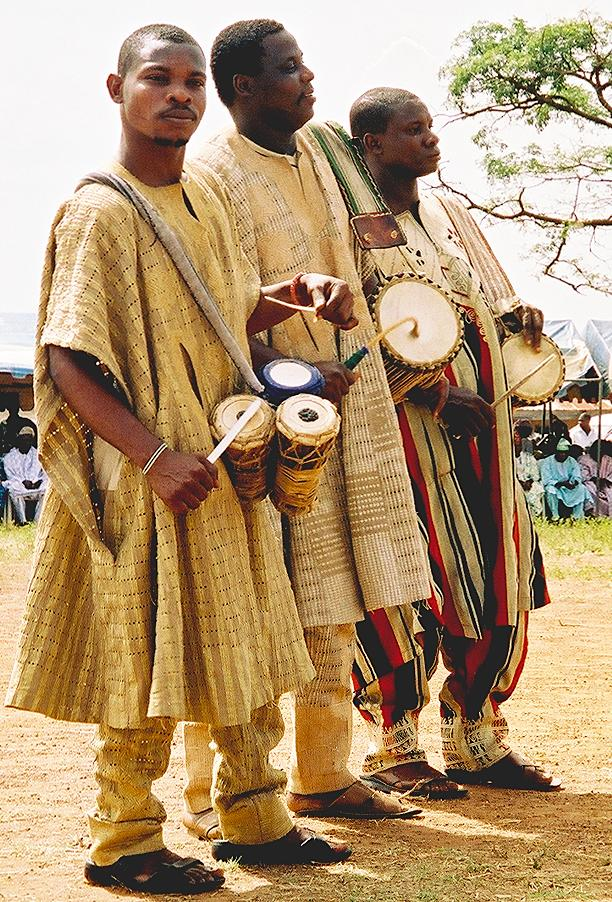
Hombres pertenecientes a la etnia Yoruba, con sus trajes típicos y tocando el Gongon.

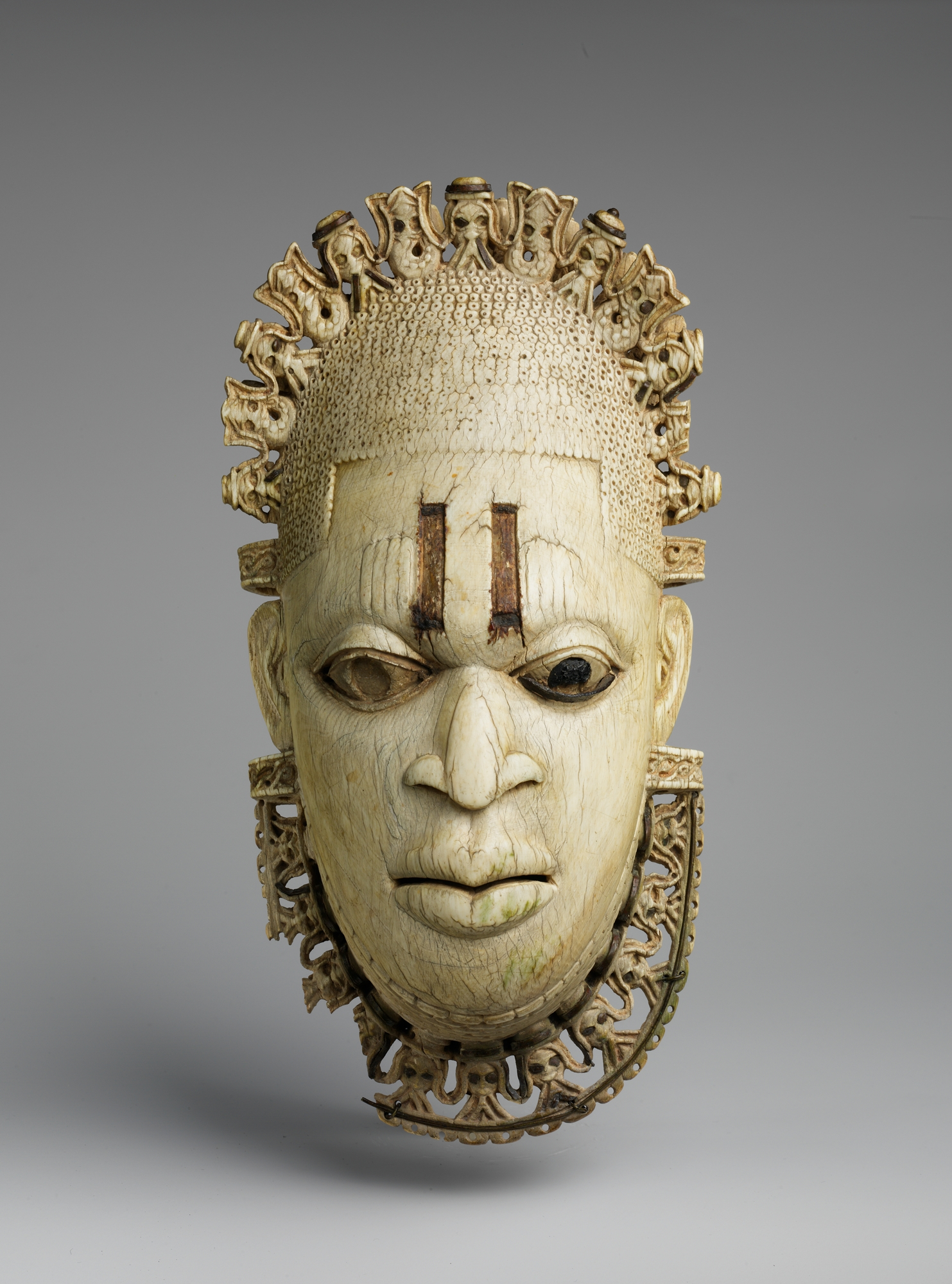
Máscara de la etnia Edo del.

La cultura de Nigeria está constituida por el aporte de distintos grupos étnicos. En Nigeria se hablan más de 50 idiomas y 250 dialectos, correspondientes a varias etnias. Los tres grupos étnicos principales son los Hausa-Fulani, que predominan en el norte, los Igbo que predominan en el los Yoruba que predominan en el suroeste.
Los Edo predominan en la región que está entre los Igbo y Yoruba. Aproximadamente, el 80% son cristianos, mientras que el 20% restante le rinden culto a su deidad Olorun, también llamada Ogu. El culto Olorun, es seguido por los Ibibio/Annang/Efik los cuales están en la costa sureste de Nigeria y el Ijaw del Delta del Río Níger.
Los grupos étnicos de Nigeria, a veces llamados minorías, se encuentran en todo el país, especialmente en la zona central y norte. Los Hausa-Fulani tienden a ser musulmanes, mientras que los Igbo son predominantemente cristianos al igual que los Efik, Ibibio y Annang. Los Yoruba tienen un balance de los miembros que se adhieren al islam y al cristianismo. Las prácticas religiosas indígenas y nativas siguen siendo importantes en todos los grupos étnicos de Nigeria y a menudo estas creencias se mezclan con las creencias cristianas.
Nigeria es famosa por su literatura en inglés y su música popular. Desde la década de 1990 la industria cinematográfica de Nigeria, a veces llamada "Nollywood", se ha convertido en una fuerza cultural de rápido crecimiento en todo el país, en el continente, y hasta en el norte conservador. Lo mismo sucede con la música, los vestidos y las películas occidentales.
La música de Nigeria incluye muchos tipos de música folklórica y popular, algunos de los cuales son conocidos en todo el mundo. Músicos locales y tradicionales utilizan una serie de diversos instrumentos, tales como los tambores Gongon. Son mundialmente reconocidas sus máscaras.

## Gastronomía
La gastronomía de Nigeria es una rica mezcla de hidratos de carbono tradicionalmente africanos tales como el ñame y la yuca, así como también las sopas de verduras hechas de hojas verdes nativas. Una sopa a base del fruto de palma denominada banga es propia del país.
Elogiado por los nigerianos por la fuerza que da, el Garri es un polvo de grano de yuca que puede ser fácilmente consumido como una comida y es bastante barato. El ñame es, ya sea frito en aceite o machacado para hacer un puré de papa, es diferente de los guisantes verdes y es muy popular. La carne es también bastante ingerida y Nigeria Suya, una barbacoa, como método de asar la carne, es un plato muy conocido. La carne de monte, la carne de animales silvestres como venados y jirafas también es popular. Los productos fermentados de palma se utilizan para hacer un licor tradicional, vino de palma, ya que es fermentada de yuca.

## Deportes
El fútbol es muy popular en todo el país, especialmente entre los jóvenes, tanto en campo de fútbol local, como fútbol profesional internacional o nacional. Se ha convertido en un culto a la unidad y la división. Los fanáticos de los clubes de fútbol inglés Manchester United, Arsenal, Liverpool y Chelsea, a menudo se segregan más allá de la división tradicional y tribial. Se reúnen para compartir en una casa los seguidores de los equipos, especialmente de la Premier League. El equipo de fútbol de Nigeria, apodado como Súper Águilas, es el equipo nacional de Nigeria y es controlado por la Federación Nigeriana de Fútbol (NFF). De acuerdo con el Ranking Mundial de la FIFA, Nigeria ocupa el lugar 22 y ocupa el tercer lugar entre las naciones africanas detrás de Camerún (11 º) y Costa de Marfil (16 º). La posición más alta jamás alcanzada en el ranking fue 5 º en abril de 1994.